# 鯨龍屬
鯨龍屬（意為「鯨魚蜥蜴」）是蜥腳下目恐龍的一屬，生存於侏羅紀
的歐洲英國及非洲摩洛哥，距今約1億6700萬年前。牠們的身長估計約16米長，體重約24.8公噸。牠的學名的意思是由古希臘文的「κητος」（意即「海怪」，衍生出鯨魚一詞）與「σαυρος」（意為蜥蜴）而來，是因其發現者理查·歐文原先認為牠是海中的巨大鱷魚。
鯨龍是四足的草食性恐龍，頸長、頭小，較其他蜥腳下目原始、尾巴較短。

## 描述

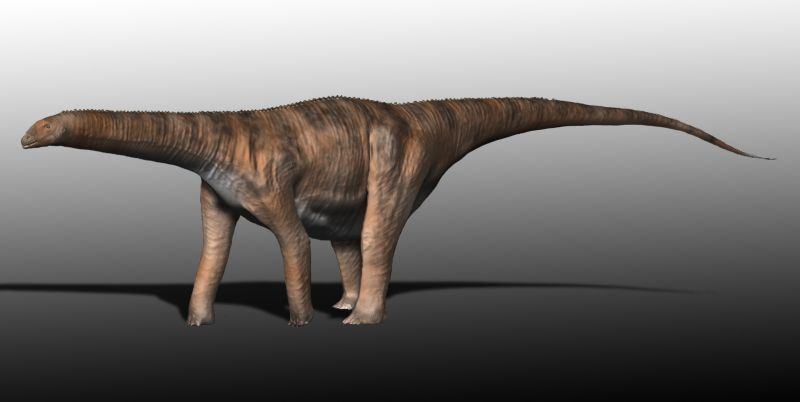
鯨龍的复原圖

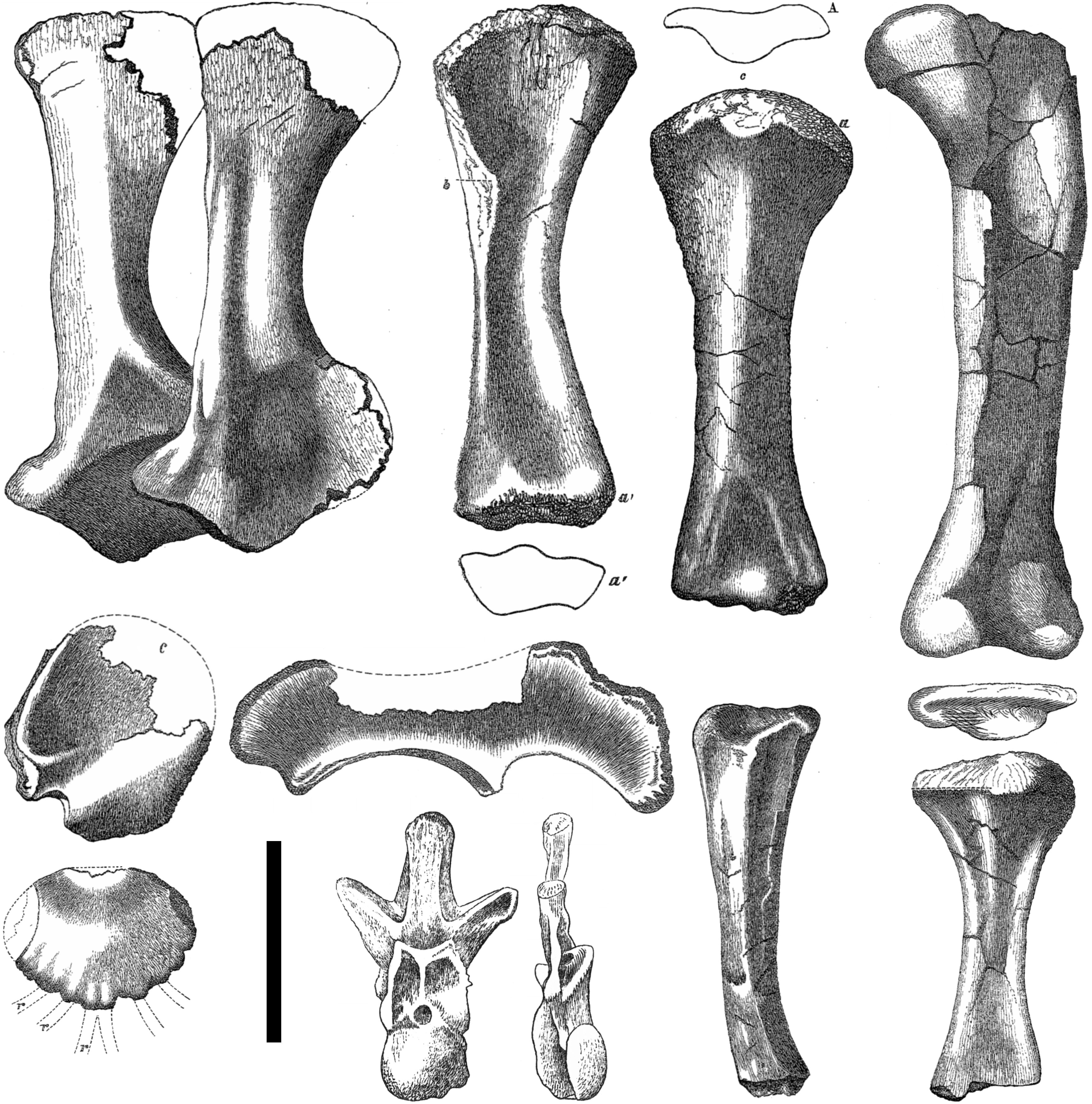
牛津鯨龍的化石素描

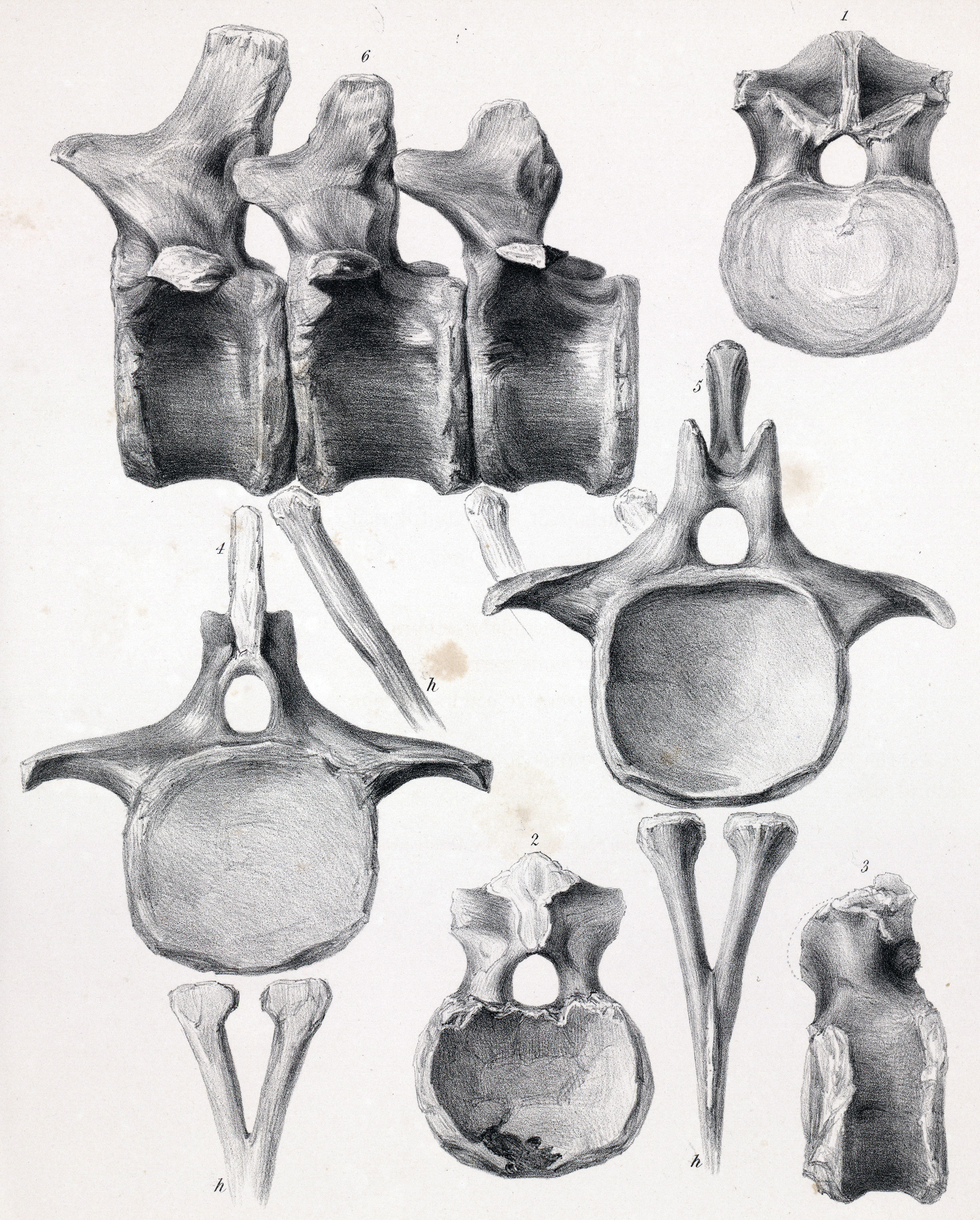
短體鯨龍的脊椎素描

鯨龍是長頸的四足恐龍，約有16米長。牠的頸部與身體一樣長，尾巴相對較長，包含有最少40節尾椎。牠的背椎非常重及原始，並不像較高等的蜥腳下目（如腕龍）的骨頭般是空心的。牠的橈骨與肱骨一樣長，而股骨約為6呎長。鯨龍與其他早期蜥腳類恐龍的脊椎幾乎是實心的，這是原始恐龍的特徵。隨者蜥腳類恐龍的演化，牠們的脊椎骨開始有了空腔，這可減輕牠們的重量。

## 發現及物種
鯨龍是首種被發現、命名的蜥腳下目，也是第一種發現於英格蘭的蜥腳類恐龍。目前已在英格蘭及摩納哥發現鯨龍的化石。在英格蘭懷特島郡發現的有一節脊椎、肋骨及前肢骨頭，由英國生物學家、比較解剖學家及古生物學家理察·奧雲於1841年（他命名恐龍的前一年）所命名。在1840年代末及1868年，分別發現更多的四肢骨頭及另一個接近完整的骨骼。奧雲認為牠有鱷魚的特徵。不過諷刺的是，直到湯瑪斯·亨利·赫胥黎於1869年將鯨龍歸類於恐龍後，鯨龍才被真正了解。
在早期的研究歷史，有許多化石被歸類於鯨龍，目前被發現屬於其他不同恐龍。牛津鯨龍（C. oxoniensis）是最著名的種，化石是從英格蘭牛津郡及拉特蘭發現，年代為中侏羅紀的巴柔階，比模式種短體鯨龍（C. brevis）所有的資料更多。理察·奧雲在鯨龍的最初研究裡，並沒有標名模式種，導致後來研究的混淆。模式種中間鯨龍（C. medius）的化石太少，沒有足夠鑑定的特徵。有學者主張將牛津鯨龍改為新模式種，將中間鯨龍視為疑名；或是使用短體鯨龍作為模式種。
在1968年夏季，英格蘭拉特蘭地區的一個挖掘工地，挖土機挖到一個牛津鯨龍的標本（編號LCM G468.1968）。萊切斯特市博物館將化石挖掘出來。這個化石的全長約15公尺，已發現部位包含：第2到第14節頸椎、大部分背椎、薦椎與前段尾椎的小部分、人字形骨、腸骨、右股骨、以及肋骨與四肢的碎片。這個標本是目前最完整的英國恐龍化石之一，但化石可能沒有被完全挖掘出來。從1985年開始，萊切斯特市的新沃克博物館開始展示化石的複製骨架。複製骨架共計有14節頸椎、10節背椎、5節薦椎、約50節尾椎。

## 分類
鯨龍的近親似乎是南美洲的巴塔哥尼亞龍。牠們一起組成了鯨龍科，在以往的分類歷史這個科，一些不明的原始蜥腳下目恐龍常被歸類於鯨龍科，可能是個並系群。切布龍也曾经常被歸類於鯨龍科的物種。巨腳龍的頸椎類似鯨龍科，而狹窄薦骨則類似火山齒龍科，因此也曾被歸類於火山齒龍科和鯨龍科。

## 古生態學
鯨龍與斑龍、美扭椎龍生存於相同時期的同一地區，因此鯨龍可能是牠們的獵物。鯨龍所生活的環境是氾濫平原及疏林地。

## 照片

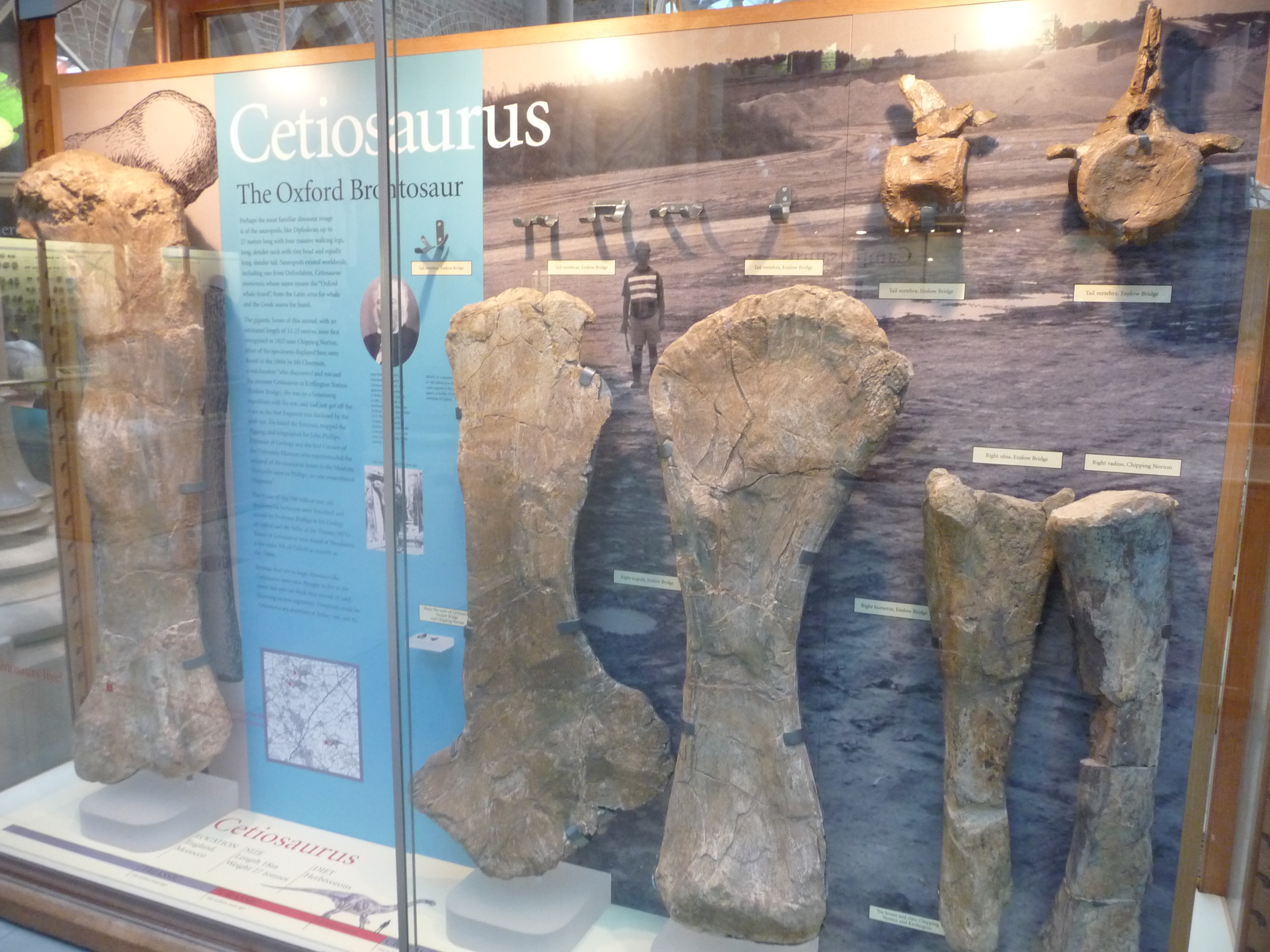
鯨龍的化石 - 牛津大學自然歷史博物館
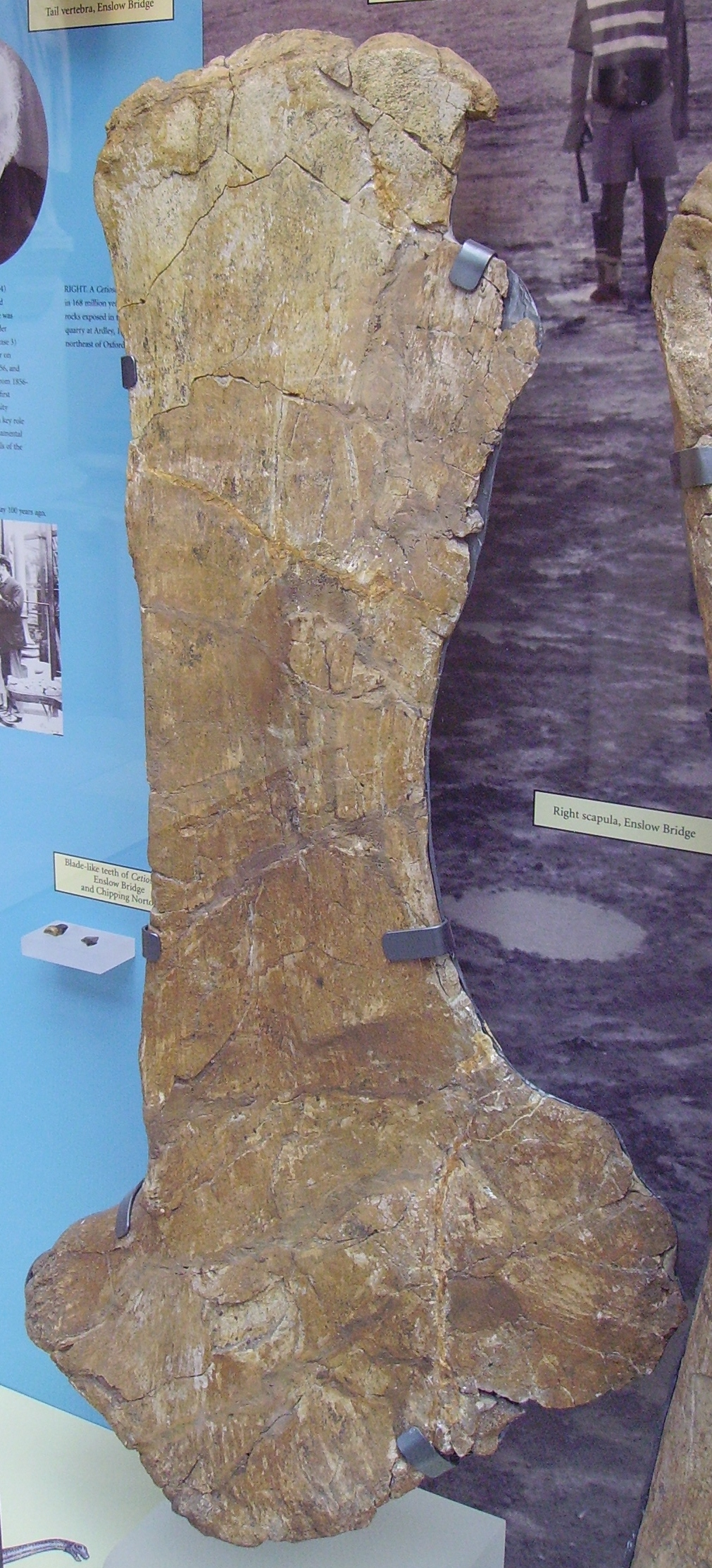
鯨龍的右肩胛骨
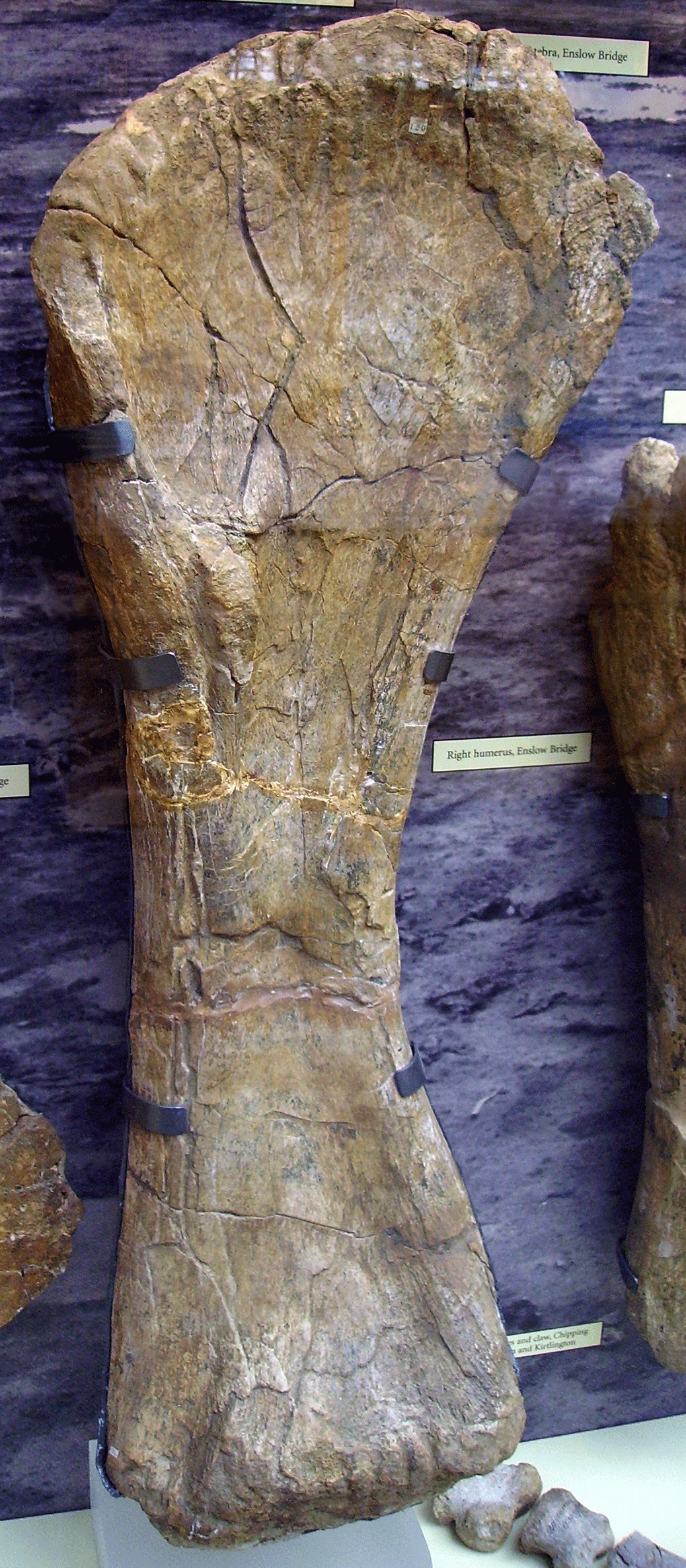
鯨龍的肱骨
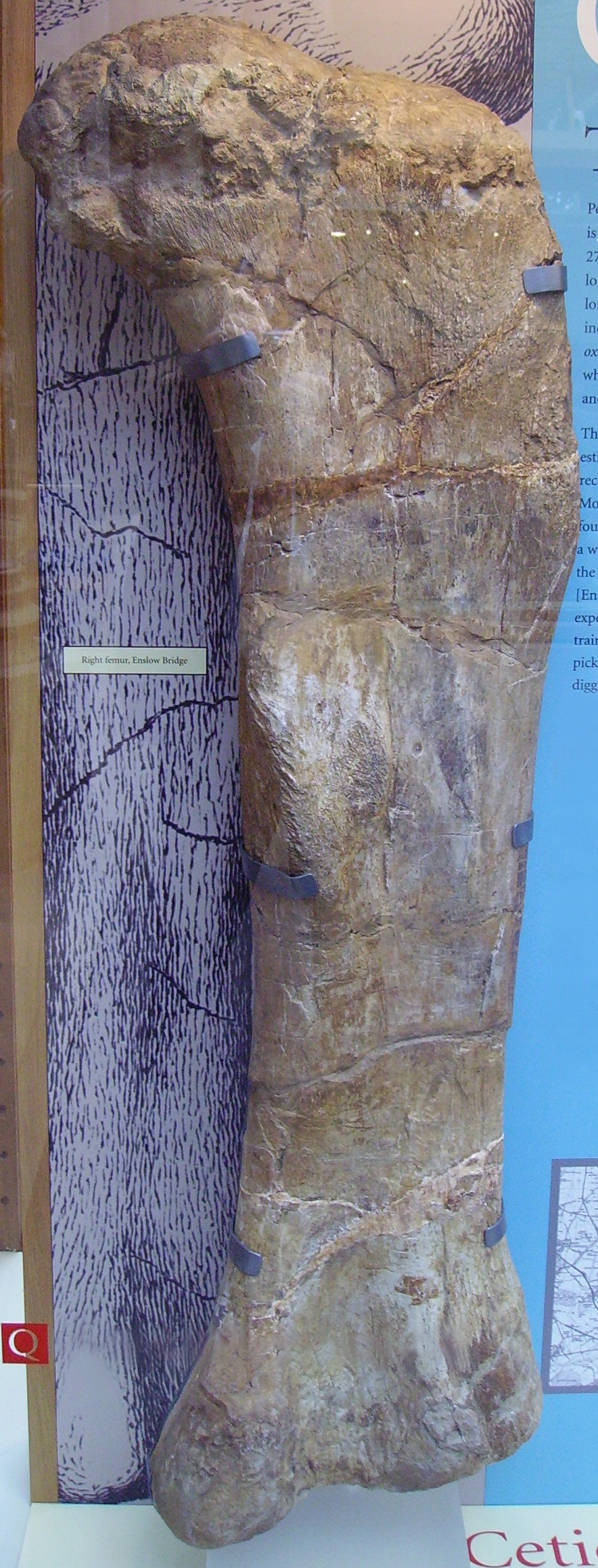
鯨龍的股骨
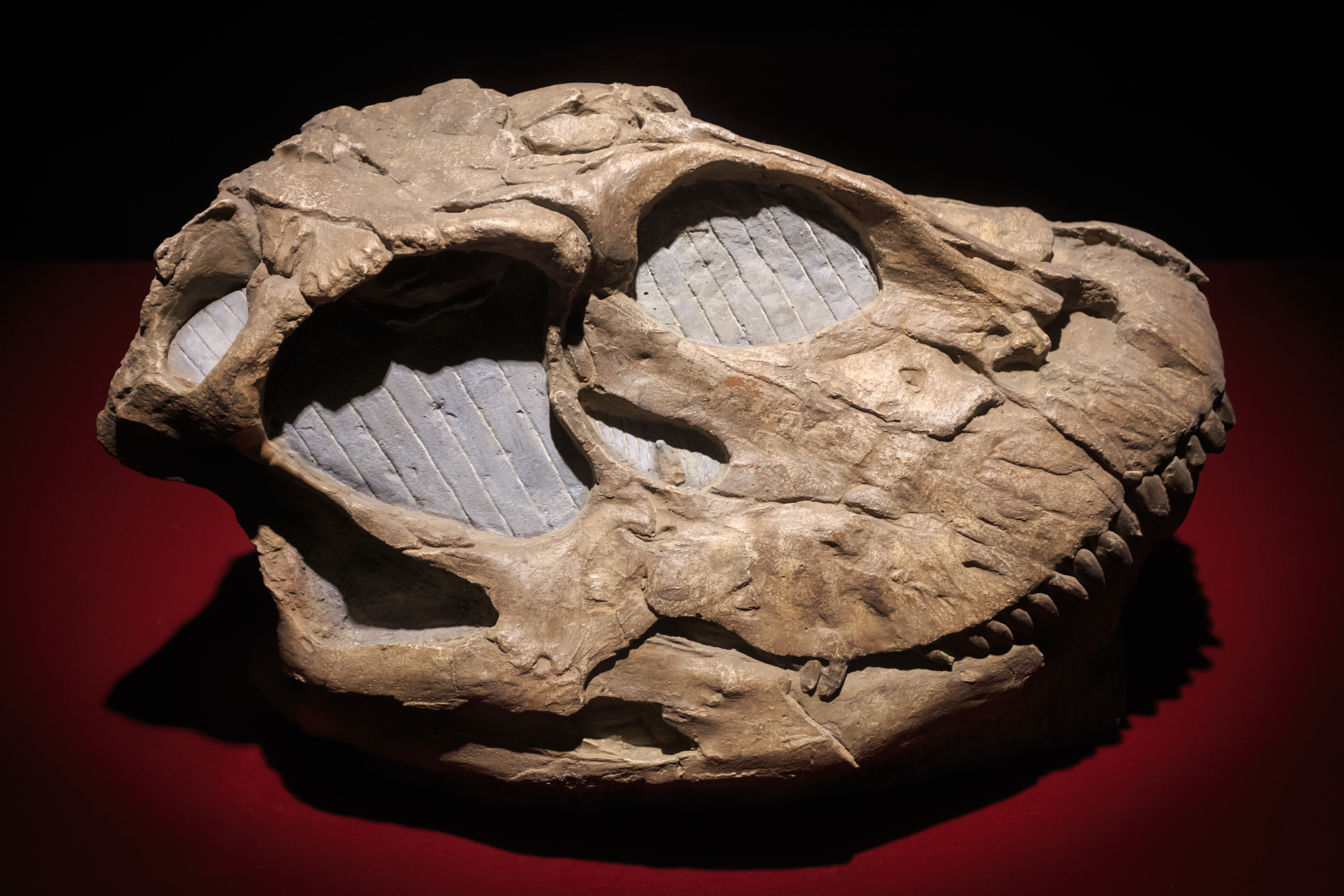
李氏蜀龙头骨

## 外部連結
- 恐龍博物館有關鯨龍的資料 （页面存档备份，存于）